# Simon Grascher
Simon Grascher, avstrijski podčastnik rusko-slovenskega rodu, * 18. december 1920, Timenica pri Celovcu, † 14. julij 1943, Bjelgorod.
Rodil se je v družini bivšega ruskega vojnega ujetnika in koroške Slovenke.
Leta 1939 je pristopil k Waffen-SS, kjer se je kot pripadnik divizije Das Reich odlikoval najprej pred Moskvo, kjer je dobil EKII., nato med Mansteinovo protiofenzivo leta 1943, ko si je zaslužil EKI. Vrhunec in hkrati tudi konec njegove kariere pa je pomenila operacija Zitadelle, kjer se je kot pripadnik 9. čete 4. SS-tankovskogrenadirskega polka izkazal v bojih.
Njegov vod je 14. julija 1943 napadel močno utrjeno sovražnikovo linijo pri železniškem nasipu blizu Beleničinega. Medtem, ko so napadali utrjene položaje, so Rusi izvajali gost zaporni ogenj, pri čemer so uporabili lahko pehotno orožje, minomete in protitankovske topove; Sovjeti so uspeli zavrniti napad. Hkrati sta se bojišču približala dva tanka T-34, ki sta prav tako začela ogrožati Nemce. Grascher je kljub težkemu defenzivnemu ognju sam uničil 2 bunkerja, več strelskih položajev in oba tanka (prvega s protitankovskim nabojem, drugega pa z ročno granato). Pozneje je četni poveljnik padel in Grascher je prevzel poveljstvo, čeprav ni bil najvišji rangirani podčastnik v enoti. Nadaljeval je napad in vzorno vodil svojo enoto do njihovega cilja; zavzetja Beleničina. Istega dne je nato padel. Za svoj pogum in zasluge tistega dne je bil posmrtno odlikovan s viteškim križcem železnega križca. 

## Napredovanja
- SS-Oberscharführer - posmrtno
- SS-Scharführer - ?
- SS-Unterscharführer - ?

## Odlikovanja
- železni križec II. razreda - 21. december 1941
- železni križec I. razreda - 20. april 1943
- viteški križec železnega križca - 14. avgust 1943
- zlati ranjenski znak - 21. december 1941 (za 7 ran)